# Pałac w Kruszynie (województwo śląskie)
Pałac w Kruszynie – pałac wybudowany w latach 1630–1632 w stylu wczesnobarokowym w Kruszynie (województwo śląskie).

## Historia
Rezydencja powstała jako warowna siedziba. Założył ją, podobnie jak otaczający park pałacowy w stylu francuskim, wojewoda sieradzki Kacper Denhoff. Majątek w Kruszynie posiadał od 1621 roku. Pałac zaprojektowany został przez włoskiego architekta Tomasza Ponciniego. Denhoff zbudował tu również okazałą oranżerię oraz prawdopodobnie pierwszy w Polsce prywatny budynek teatralny.
O świetności pałacu świadczyć może fakt, że kilkakrotnie odwiedzali go królowie Jan Kazimierz i Władysław IV, który przebywał tu wraz z żoną Cecylią Renatą jako gość weselny Anny z Denhoffów i Bogusława Leszczyńskiego, podskarbiego wielkiego koronnego. Za czasów Denhoffów Kruszynę miał również odwiedzić Zygmunt III Waza.
Po ślubie króla Michała Korybuta Wiśniowieckiego z arcyksiężniczką austriacką Eleonorą Habsburg na Jasnej Górze 27 lutego 1670 roku odbyła się w tym pałacu pierwsza część ich uroczystości weselnej. Po śmierci męża w 1673 roku Eleonora Maria zamieszkała tu na stałe, nim opuściła Polskę. W 1683 roku podczas wyprawy wiedeńskiej w specjalnie wybudowanej kaplicy odpoczywał król Jan III Sobieski.
W końcu XVII wieku pałac został własnością Kraśnickich, od tej pory często zmieniał właścicieli i z biegiem czasu stopniowo pogarszał się jego stan.
Na początku XIX w. pałac uległ ruinie. Ówcześni właściciele, rodzina Martinich, przeprowadzili remont pałacu rozbudowując oficyny i budując teatr. Niezbyt fortunnej przeróbki dokonali około 1837 roku Podczaccy, którzy przerobili okna i rozebrali galerie. W 1863 w budynku pałacu mieścił się szpital polowy, co przyczyniło się do dalszej destrukcji zabytku. W 1867 r. kolejny właściciel Eugeniusz Lubomirski przeprowadził gruntowny remont i częściową przebudowę pałacu. Pałac powiększono o dobudówki, zbudowano skarpy przy murach i dodano galerie łączące pałac z wieżami. Na początku XX wieku przebudowano wnętrza, nadając im neobarokowy charakter. Lubomirscy doprowadzili pałac do rozkwitu i zgromadzili tutaj dużo dzieł sztuki, stylowych mebli oraz wartościowy księgozbiór. Cenna była kolekcja 49 obrazów książąt i królów polskich. Zostały one przywiezione z Wiśnicza i z początkiem XX wieku znalazły się w górnej części boazerii reprezentacyjnej klatki schodowej pałacu. Większość z nich stanowiła kopie królewskich wizerunków malowanych przez Marcello Bacciarellego. Stacjonujący tutaj w styczniu 1945 roku czerwonoarmiści mocno zniszczyli obrazy „polskich burżujów”. W 1970 roku zabrano kolekcję do pracowni konserwatorskiej, a po trzech latach pracy nad nimi trafiły do Muzeum Regionalnego w Radomsku.  
Część z tych obrazów przedstawiała też przodków Lubomirskich, a także pejzaże ich posiadłości w Kruszynie. Na podstawie tej przesłanki ich spadkobiorca książę Jan Lubomirski-Lanckoroński odzyskał z końcem 2004 roku kolekcję - wygrywając długotrwały proces sądowy. W ten sposób obrazy trafiły do Poznania, do prywatnego muzeum jego teściowej Grażyny Kulczyk.
W okresie okupacji Niemcy częściowo zdewastowali i splądrowali zespół pałacowy. Dzieła zniszczenia dokonali natomiast w latach 1946–1968 gospodarze mieszczącego się tu wówczas Państwowego Domu Dziecka. Następnie działała tu administracja rolniczej spółdzielni produkcyjnej.
27 grudnia 1967 roku wpisano do rejestru zabytków:
- pałac z 1630 roku[1], przebudowany w 1867 roku
- kaplicę Sobieskiego z 2 połowy XVII wieku
- pustelnię Denhoffa z 2 połowy XVII wieku
- oficynę Lubomirskich z wieżą zachodnią z 2 połowy XIX wieku
- budynek gospodarczy z wieżą wschodnią z przełomu XIX i XX wieku

W 1946 roku i ponownie w 1967 wpisano do rejestru park z XVII i XIX wieku, a w 1974 roku wpisano aleje dojazdowe z XIX wieku.
Remont, który rozpoczęto w końcu lat 60. XX wieku, nigdy nie został ukończony. W latach 1971–1972 wykonano częściowe prace zabezpieczające, a w 1985 prace konserwatorskie.

## Obecnie
Pałac przez dłuższy czas był ofiarą libacji alkoholowych, chuligańskich ekscesów, a także licznych kradzieży. Z pałacu zniknęło wszystko, co przedstawiało wartość handlową: sztukaterie, piece, kominki, kable, żelazne wzmocnienia, a nawet deski. Co więcej, doszło tutaj także do zbezczeszczenia grobów Lubomirskich, znajdujących się na kruszyńskim cmentarzu. Na przełomie XX i XXI wieku skradziono żelazną bramę znajdującą się w południowym ogrodzeniu pałacowym, odkuto marmurową tablicę fundacyjną z 1630 roku, zatruto studnię pałacową.  
W 1990 r. pałac nabył od gminy potomek byłych właścicieli, zamieszkały w Krakowie Stanisław Lubomirski-Lanckoroński. Pałac został mu niejako zwrócony, gdyż kwota wykupu wynosiła symboliczną złotówkę. Brak pieniędzy na remont spowodował konieczność znalezienia wiarygodnego inwestora, który przywróciłby blask rezydencji.
Cały zabytkowy zespół pałacowo-parkowy miała przejąć Fundacja Lady Sue Ryder. Miał tu najprawdopodobniej znaleźć pomieszczenia Dom Sanatoryjno-Szpitalny dla Niepełnosprawnych Fundacji Lady Ryder oraz muzeum. Po zmianie dyrektora fundacji i śmierci Sue Ryder w 2000 roku wszelkie plany zostały zaniechane. Obecnym właścicielem pałacu jest małżeństwo mieszkające w Stanach Zjednoczonych. Dzięki nim ukrócono wszelkie próby kradzieży i dewastacji. Pałac został ogrodzony, porządku pilnują wynajęci ochroniarze. Obiekt nie jest udostępniony dla zwiedzających. Większa część zabudowy pałacowej jest systematycznie remontowana w ścisłej współpracy z konserwatorem zabytków.  

## Architektura
Obecnie do niszczejących zabudowań pałacowych prowadzi przez barokową bramę wjazdową z dwoma kordegardami aleja ze śladami fosy biegnącej wzdłuż niej.
Pałac o cechach północnowłoskiego renesansu i manieryzmu jest piętrowy, o planie zbliżonym do kwadratu z niewielkim wewnętrznym dziedzińcem. Na wszystkich narożach mieszczą się ryzality, od strony parku ukształtowane w rodzaj wież. Nie są one pierwotną zabudową i powstały poprzez późniejszą dobudowę. Między dachem a oknami I piętra widoczne są strzelnice kluczowe. W niektórych obramieniach okiennych umieszczono herby Denhoffów. Na osi wjazdowej alei znajduje się wejście główne zbudowane na kształt loggi o trzech arkadach. Nad nim wmurowana marmurowa tablica fundacyjna z 1630 r.
Wewnątrz budynku do najciekawszych pomieszczeń należy zaliczyć m.in. główną sień z dwoma filarami, salę jadalną w północno-wschodnim narożniku, gdzie znajdują się kolebkowe sklepienia ozdobione późnorenesansową dekoracja stiukową.
Po obu stronach pałacu znajdują się zabudowania gospodarcze, które na dłuższej osi pałacu zakończone są dwiema wieżami. Pierwotnie były połączone z nimi galeriami. Po wschodniej (lewej) stronie stoją dawne budynki folwarczne. Według tradycji Denhoff trzymał w nich swoje przyboczne chorągwie, ale obecne budynki pochodzą z końca XVIII w. Między pałacem a folwarkiem znajdują się ruiny okazałej niegdyś piwnicznej spiżarni i lodowni.
Z prawej, zachodniej strony pałacu stoi budynek administracyjny Lubomirskich z około 1867 r., wzniesiony na fundamentach istniejącego tu w XVII w. teatru Denhoffów. Budynek przylegający narożnikiem do niego pochodzi z ok. 1840 i został wybudowany na pozostałych do dziś obszernych kazamatach, gdzie wznosił się kiedyś „dom aktora”.

## Park
Obszerny 15-hektarowy park za pałacem od południowej strony powstał równocześnie z pałacem. Pozostałością po renesansowym założeniu jest jego kwaterowy układ. Wzdłuż i wszerz biegną aleje z bogatym drzewostanem. W XIX w. park był częściowo przebudowany w układzie krajobrazowym. Znajdowały się w nim sztuczne wzgórza i kanały z wodą. Obecnie park jest zamknięty i nie jest udostępniony do zwiedzania. Około 1650 w zachodniej części parku powstał pawilon zwany później „Pustelnią Denhoffa”. Na „pustelnię” składają się 4 narożne cele otoczone z zewnątrz murem z absydami. Jedynym połączeniem ze światem zewnętrznym był otwór, przez który dostarczano pustelnikowi posiłki. W 1683 r. dla króla Jana III Sobieskiego odpoczywającego w niej w czasie odsieczy wiedeńskiej, powstała kwadratowa „Grota” zwana również „Kaplicą” lub „Altaną Sobieskiego”. Według innej wersji jest to zbudowana za czasów Lubomirskich Świątynia Diany. Jej wewnętrzne ściany wyłożono błyszczącymi kamykami (m.in. kamieniami z lawy wulkanicznej sprowadzonymi z Włoch) i ozdobiono stiukami. W 1984 r. pozostały po nich zaledwie resztki.

## Galeria

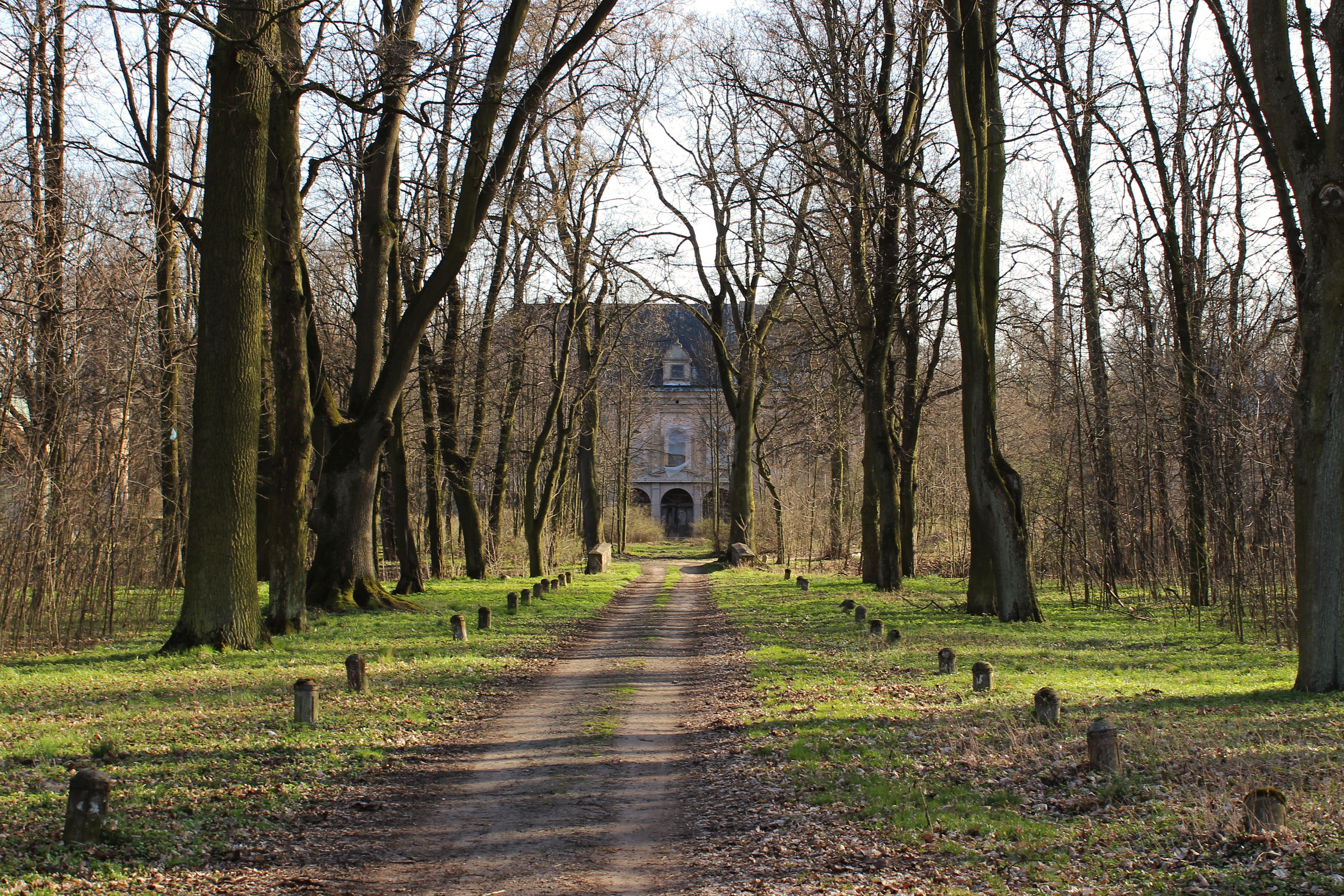
Aleja prowadząca do pałacu
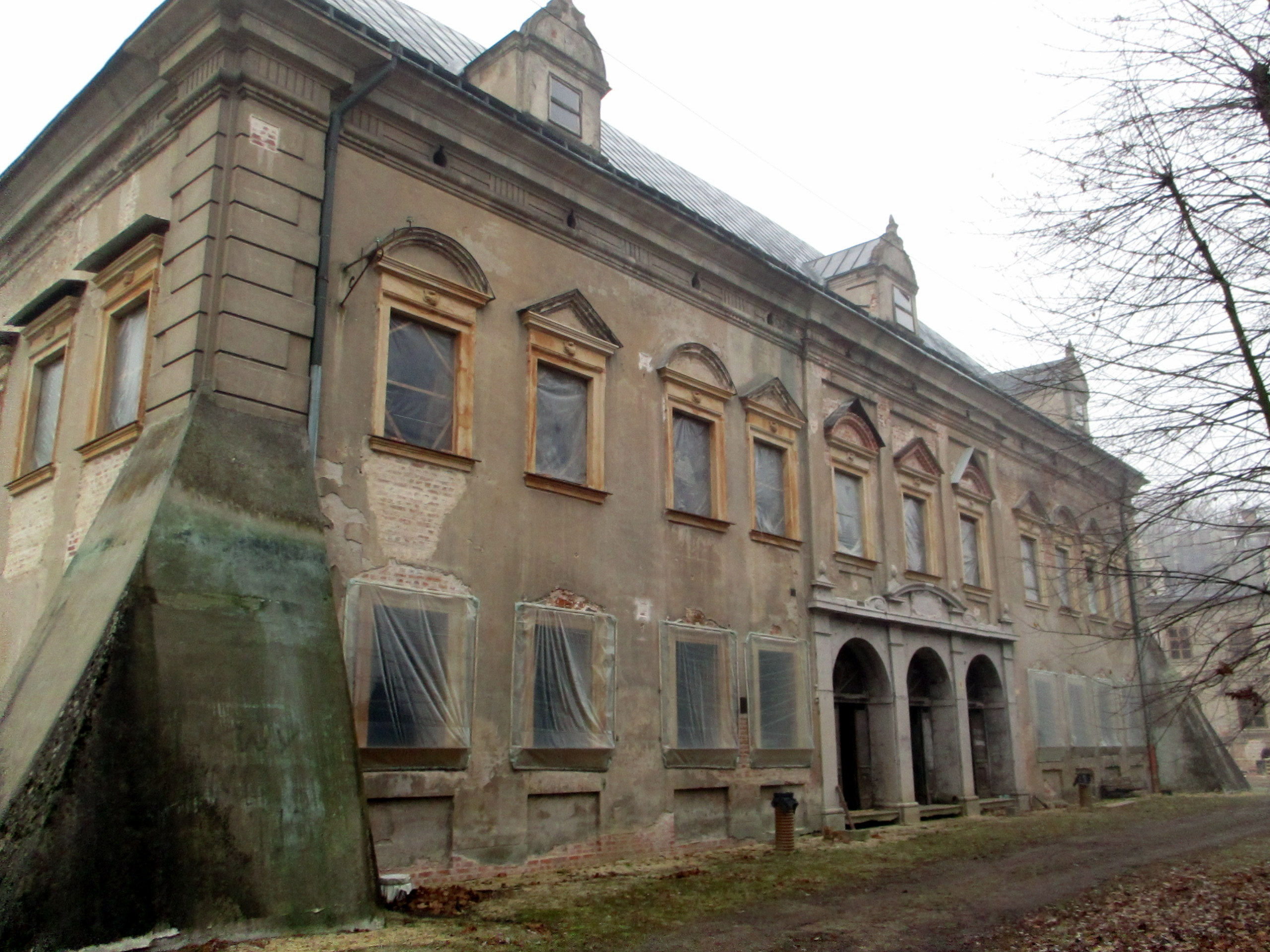
Fasada główna pałacu
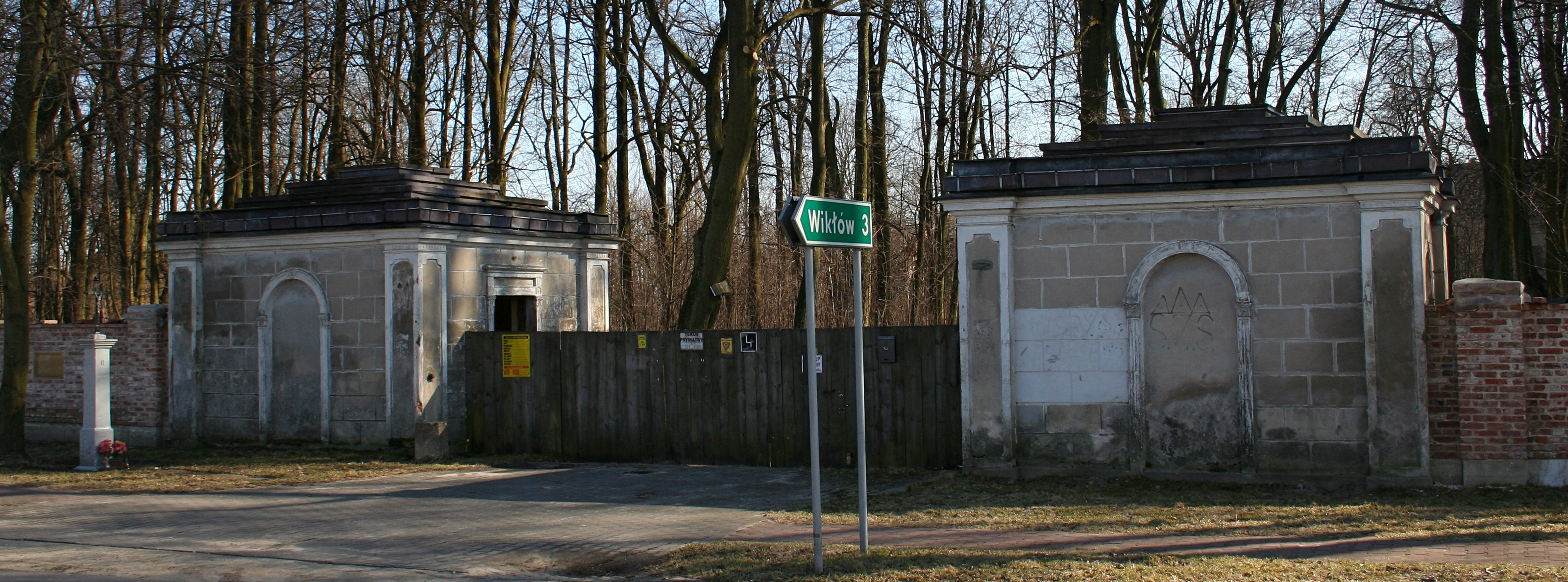
Brama pałacowa od strony wsi w 2011 roku
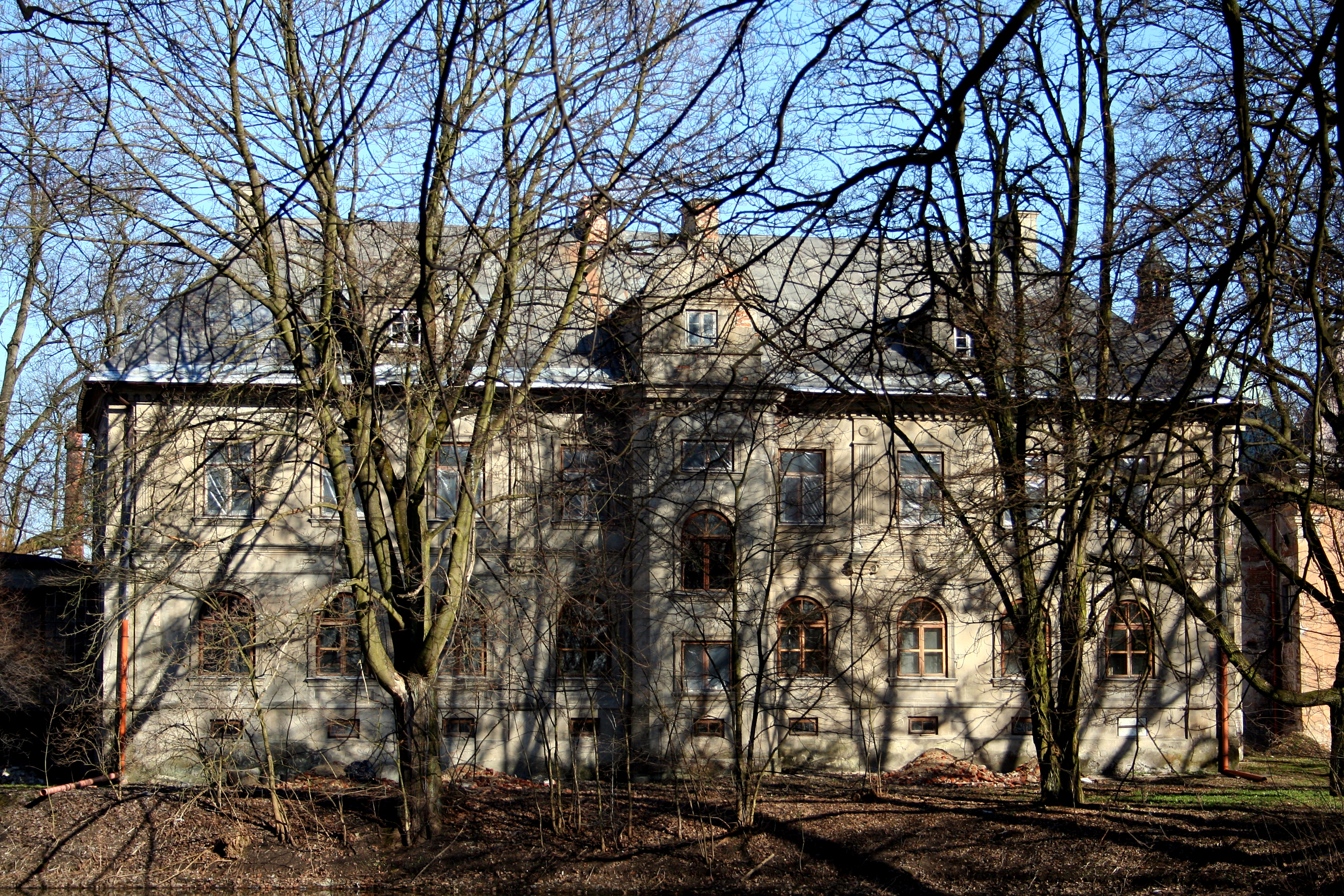
Budynek administracyjny Lubomirskich widoczny od strony kościoła św. Macieja Apostoła
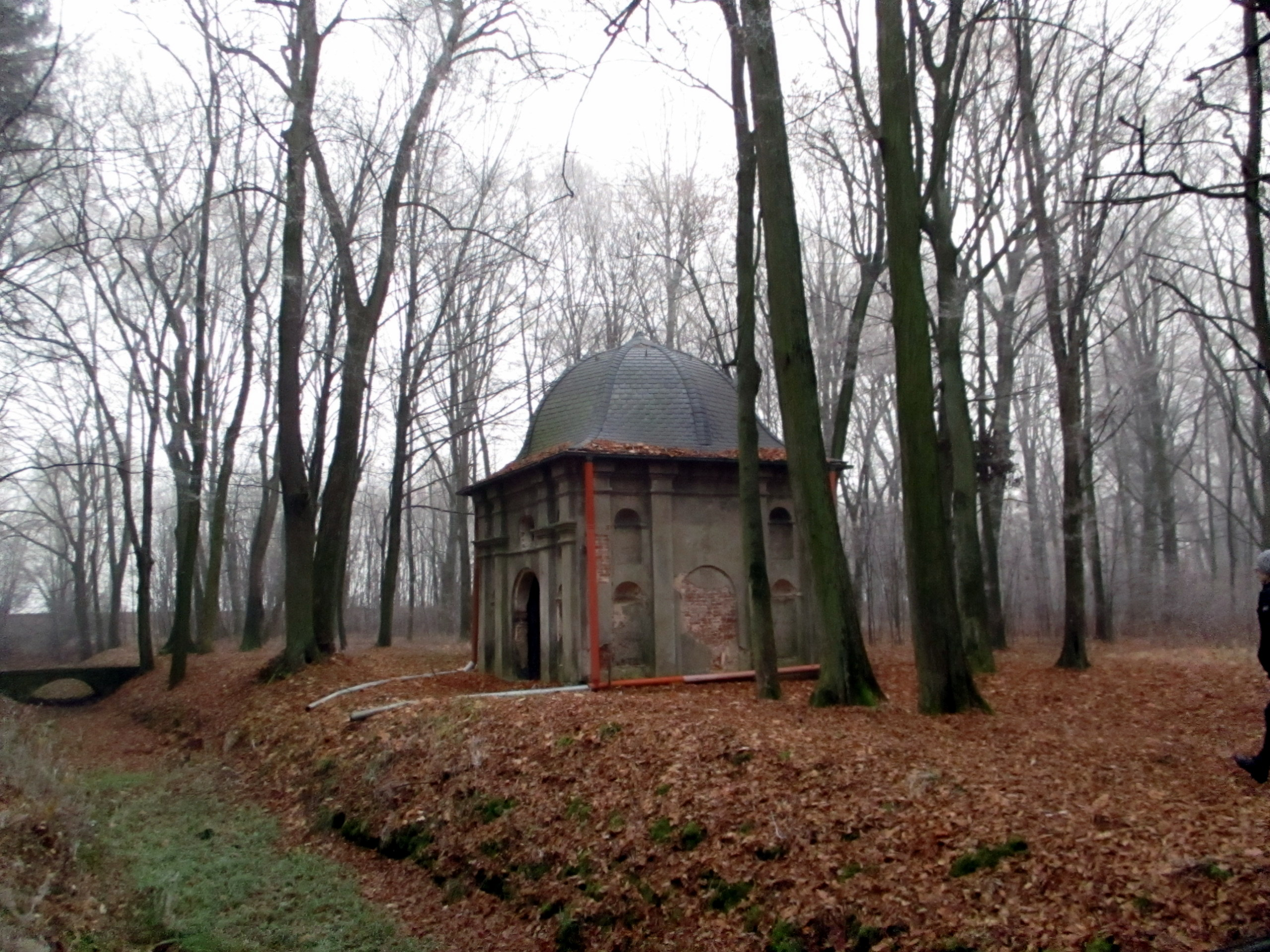
Kaplica Sobieskiego
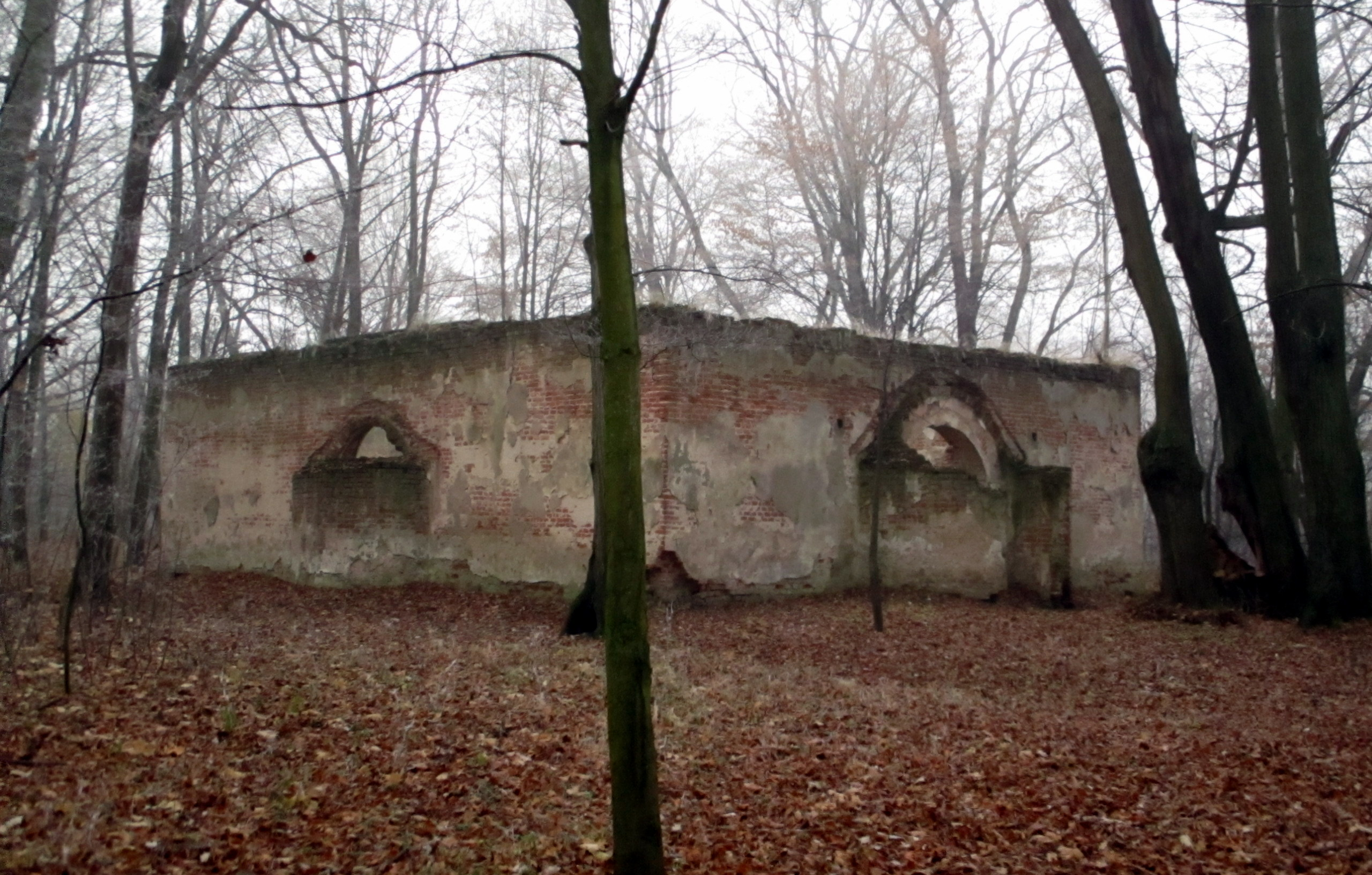
Pustelnia Denhoffa
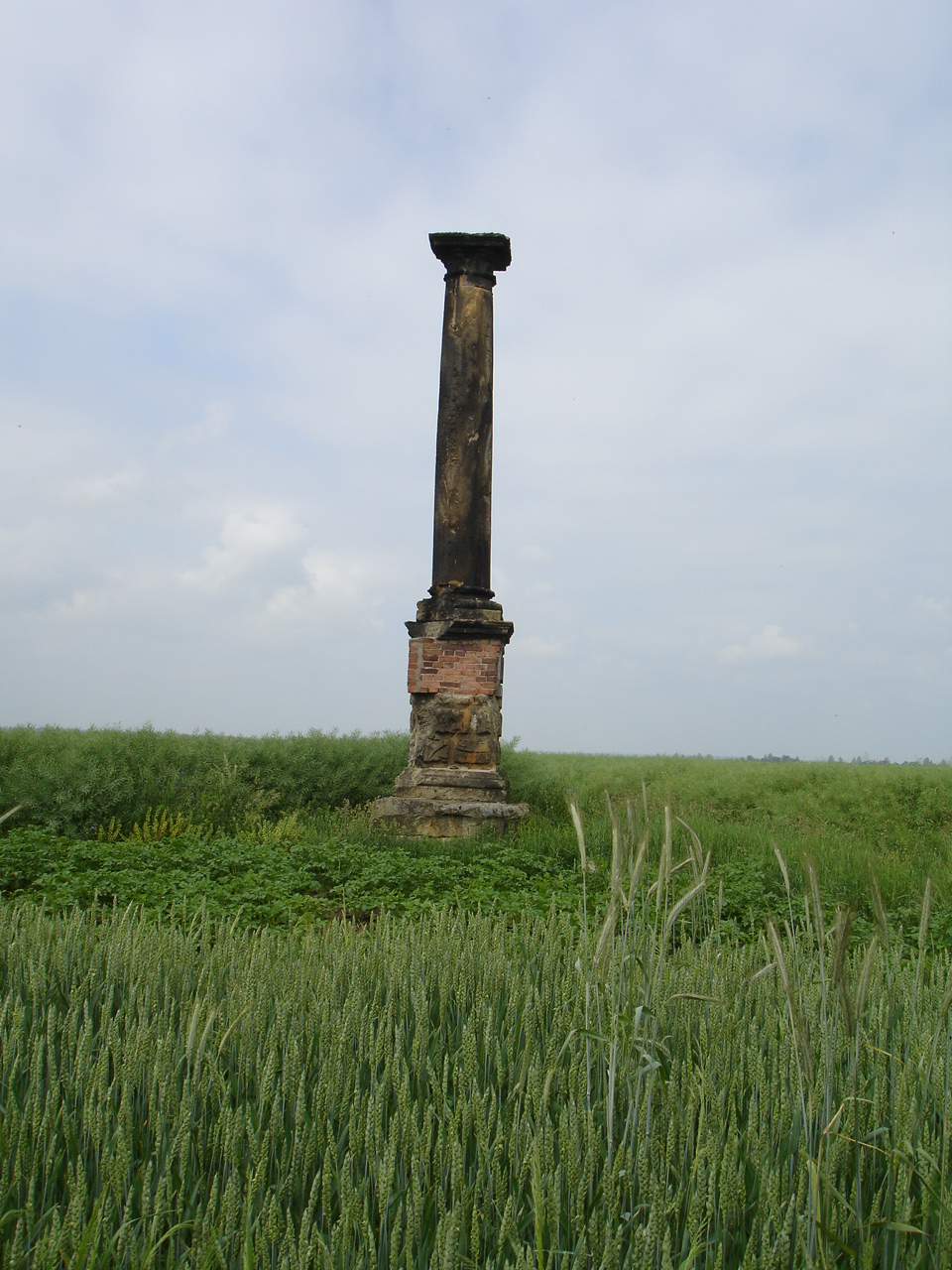
Kolumna Denhoffów
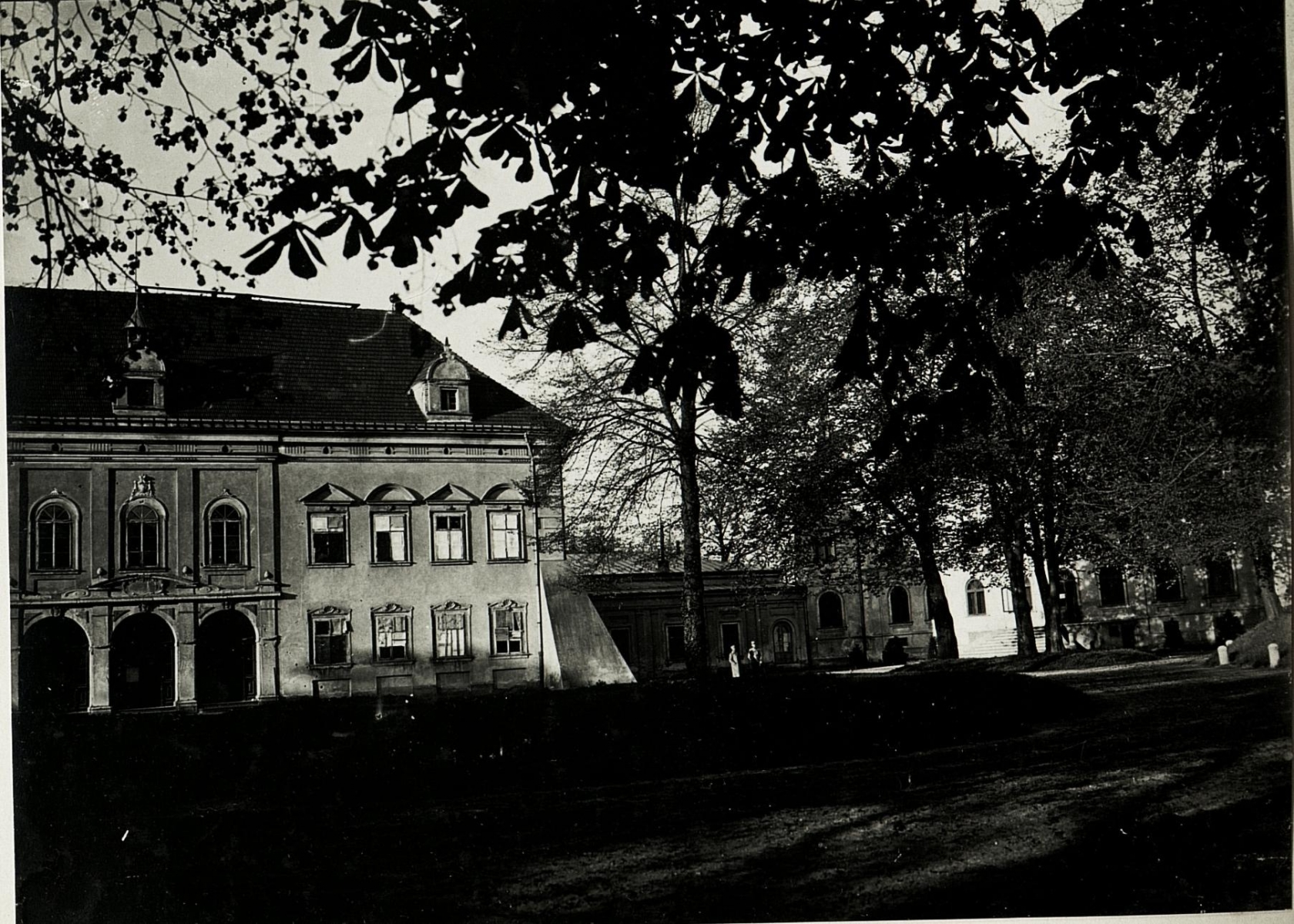
Około 1915-1918
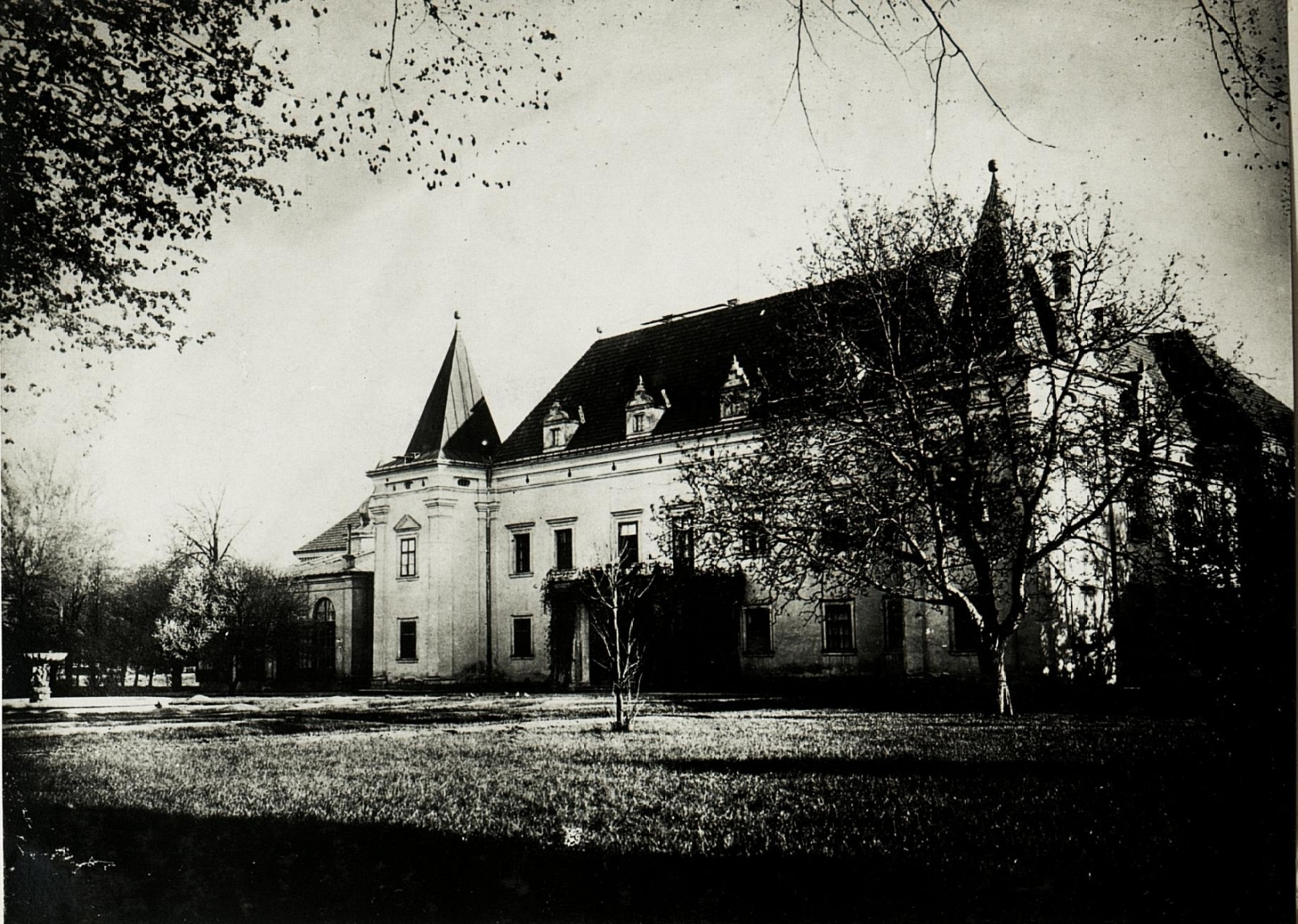
Około 1915-1918